# Vilém Blodek
Vilém František Blodek, född 3 oktober 1834 i Prag, död där 1 maj 1874, var en tjeckisk tonsättare.
Blodek blev 1860 professor vid musikkonservatoriet i Prag. Hans tjeckiska opera I brunnen hade stor framgång; i övrigt skrev han bland annat manskvartetter och pianostycken.